# Tekst
Tekst (lat. textum: tkivo) je ograničena, povezana izjava pisanim jezikom, u širem smislu, i nepisanim jezikom, kao što je pjesma, film ili kazalište.

## Vrste tekstova
Tekstovi su podijeljeni prema vrsti jezika koji se koristi, prema korištenju teksta i prema publici teksta, koja se određuje prema formalnosti i izboru pojmova.
Podjela temeljem jezika, tekst može biti:
- Novinarstvo
- Književnost
- Znanstvena literatura
- Upravni i pravni tekst
- Oglašavanje

Prema metodi, razlikuje se:
- Opis
- Priča
- Informacija
- Argument
- Objašnjenje
- Proročki tekst